# Harish Rawat

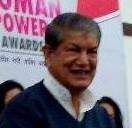
Harish Rawat

Harish Rawat (Hindi: हरीश रावत Harīś Rāvat [hʌˈriːʃ ˈrɑːʋʌt̪]; * 27. April 1948 in Mohanari, Distrikt Almora) ist ein indischer Politiker (Kongresspartei) aus dem Bundesstaat Uttarakhand. Er ist seit dem 1. Februar 2014 amtierender Chief Minister (Regierungschef) Uttarakhands. Zuvor war er von 2012 bis 2014 Bundesminister für Wasserressourcen im Kabinett Manmohan Singh II gewesen.

## Leben
Harish Rawat wurde am 27. April 1948 im Dorf Mohanari im Distrikt Almora im heutigen Bundesstaat Uttarakhand geboren. Er schloss seine Ausbildung mit einem Bachelor of Arts und einem Bachelor of Laws an der Universität von Lucknow ab. Rawat ist verheiratet und hat keine Kinder.
Harish Rawat begann seine politische Karriere in der Jugendorganisation der Kongresspartei. 1980 wurde er erstmals aus dem Wahlkreis Almora in die Lok Sabha, das Unterhaus des gesamtindischen Parlaments, gewählt. Bei den Wahlen 1984 und 1989 verteidigte er seinen Wahlkreis, bei der Neuwahl 1991 unterlag er aber gegen den Kandidaten der Bharatiya Janata Party. 2002 kehrte Rawat als Abgeordneter der Rajya Sabha, des Oberhauses, in das indische Parlament zurück. Bei der Parlamentswahl 2009 wurde er aus dem Wahlkreis Haridwar wieder in die Lok Sabha gewählt.
In der Regierung Manmohan Singhs war Harish Rawat zunächst von 2009 bis 2011 Staatssekretär für Arbeit und Beschäftigung, dann von Januar 2011 bis Oktober 2012 Staatssekretär für Landwirtschaft und Nahrungsindustrie und von Juli 2012 bis Oktober 2012 zusätzlich Staatssekretär für parlamentarische Angelegenheiten. Am 28. Oktober 2012 erhielt er im Zuge einer Kabinettsumbildung einen eigenen Ministerposten als Bundesminister für Wasserressourcen.
Am 1. Februar 2014 löste Harish Rawat seinen Parteikollegen Vijay Bahuguna als Chief Minister (Regierungschef) von Uttarakhand ab. Die Ablösung geschah auf Druck der Kongress-Führung, die hoffte, durch den Austausch des unpopulären Bahuguna ihre Chancen für die anstehenden gesamtindischen Parlamentswahlen zu verbessern. Rawat war bereits 2012 nach dem Wahlsieg der Kongresspartei bei den Bundesstaatswahlen in Uttarakhand ein Kandidat für das Amt des Chief Ministers gewesen, hatte damals aber noch das Nachsehen gegen Bahuguna gehabt.